# King Fahd Cup 1992
Konfederační pohár FIFA 1992 byl prvním ročníkem Konfederačního poháru FIFA. Konal se v Saúdské Arábii od 15. do 20. října 1992. Vítězem se stala reprezentace Argentiny.

## Místa konání
- Stadión King Fahd II

## Kvalifikované týmy
- Saúdská Arábie (hostitel a vítěz Mistrovství Asie ve fotbale 1988)
- Argentina (vítěz Copa América 1991)
- USA (vítěz Zlatého poháru CONCACAF 1991)
- Pobřeží slonoviny (vítěz Afrického poháru národů 1992)

## Semifinále
| 15. října 1992                               |        |     |                                                                        |
| Saúdská Arábie                               | 3 – 0  | USA | King Fahd II Stadium, Rijád diváci: 80,000 rozhodčí: Da Silva (Brazil) |
| Al Bishi 48' Al-Thunayan 74' Al Muwallid 84' | Report |     | King Fahd II Stadium, Rijád diváci: 80,000 rozhodčí: Da Silva (Brazil) |

| 16. října 1992                              |        |                   |                                                                        |
| Argentina                                   | 4 – 0  | Pobřeží slonoviny | King Fahd II Stadium, Rijád diváci: 15,000 rozhodčí: Al Sharif (Syria) |
| Batistuta 2', 10' Altamirano 67' Acosta 81' | Report |                   | King Fahd II Stadium, Rijád diváci: 15,000 rozhodčí: Al Sharif (Syria) |

## O 3. místo
| 19. října 1992                                   |        |                    |                                                                          |
| USA                                              | 5 – 2  | Pobřeží slonoviny  | King Fahd II Stadium, Rijád diváci: 9,500 rozhodčí: Badilla (Costa Rica) |
| Balboa 12' Jones 31' Wynalda 56' Murray 67', 83' | Report | Traoré 16' Sie 76' | King Fahd II Stadium, Rijád diváci: 9,500 rozhodčí: Badilla (Costa Rica) |

## Finále
| 20. října 1992 |        |                                        |                                                                        |
| Saúdská Arábie | 1 – 3  | Argentina                              | King Fahd II Stadium, Rijád diváci: 75,000 rozhodčí: Chong (Mauritius) |
| Al-Owairan 65' | Report | Rodríguez 18' Caniggia 24' Simeone 64' | King Fahd II Stadium, Rijád diváci: 75,000 rozhodčí: Chong (Mauritius) |

## Vítěz
| Konfederační pohár FIFA 1992 Argentina |